# Lannéanou
Lannéanou (bretonisch Lanneanoù) ist eine französische Gemeinde mit 341 Einwohnern (Stand 1. Januar 2022) im Département Finistère.

## Lage
Der Ort befindet sich im Norden der Bretagne. Morlaix liegt 15 Kilometer westlich, Brest 60 Kilometer westlich und Paris etwa 440 Kilometer östlich (Angaben in Luftlinie).

## Verkehr
Bei Morlaix und Plouigneau befinden sich die nächsten Abfahrten an der Schnellstraße E 50 (Brest-Rennes) und Regionalbahnhöfe an der überwiegend parallel verlaufenden Bahnlinie. Der Bahnhof von Brest ist Endpunkt des TGV Atlantique nach Paris, und bei Brest befindet sich der Regionalflughafen Aéroport de Brest Bretagne.

## Bevölkerungsentwicklung

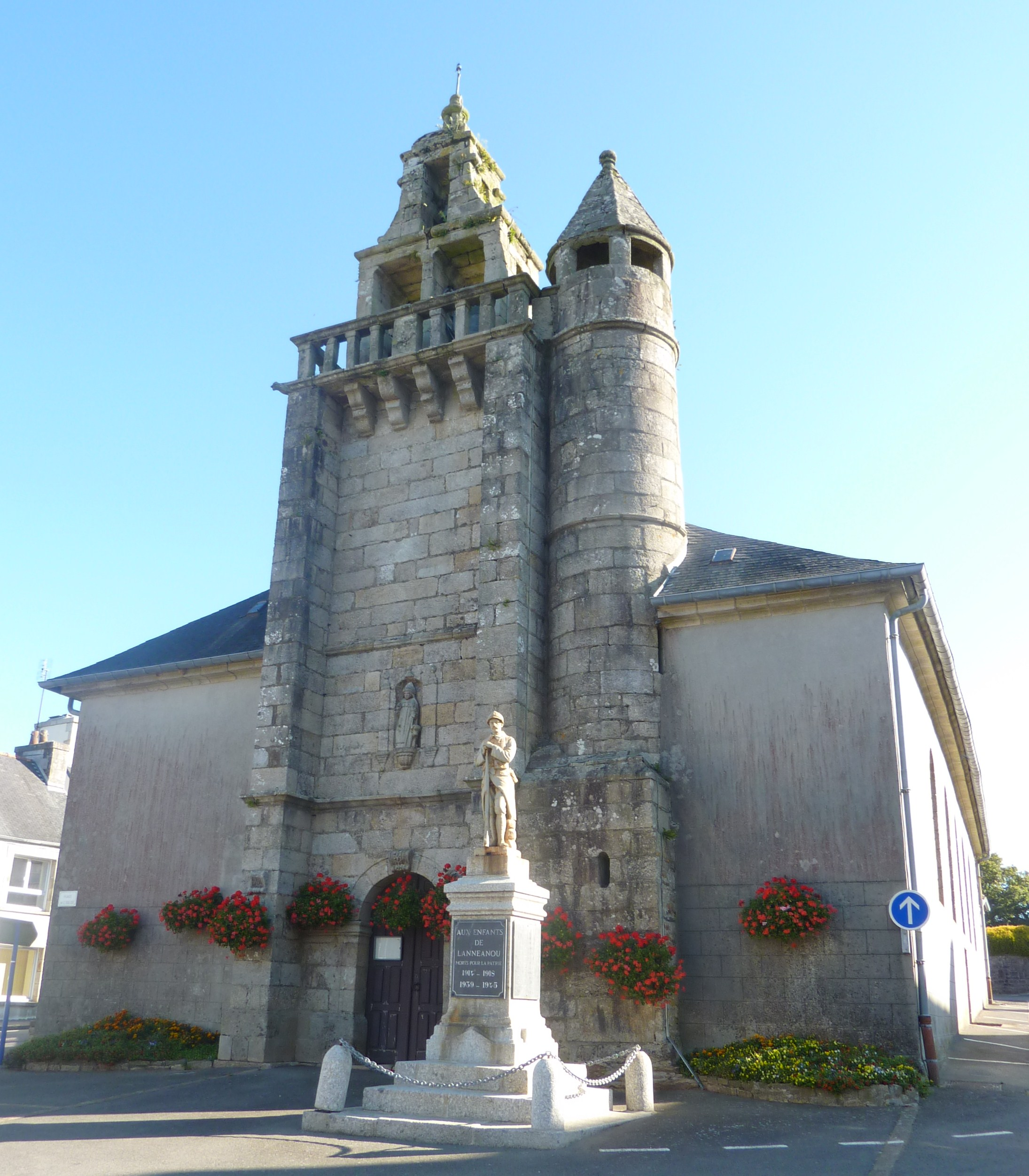
Kirche Saint-Jean-Baptiste

| Jahr                       | 1962 | 1968 | 1975 | 1982 | 1990 | 1999 | 2009 | 2017 |
| Einwohner                  | 548  | 499  | 427  | 356  | 357  | 341  | 361  | 378  |
| Quellen: Cassini und INSEE |      |      |      |      |      |      |      |      |